# مناگا (مینه‌سوتا)
مناگا، مینه‌سوتا (به انگلیسی: Menahga, Minnesota) یک شهر در ایالات متحده آمریکا است که در شهرستان وادنا، مینه‌سوتا واقع شده‌است.

## خصوصیات
مناگا ۱۰٫۰۸ کیلومترمربع مساحت و ۱٬۳۰۶ نفر جمعیت دارد و ۴۲۷ متر بالاتر از سطح دریا واقع شده‌است.